# Vi alvar

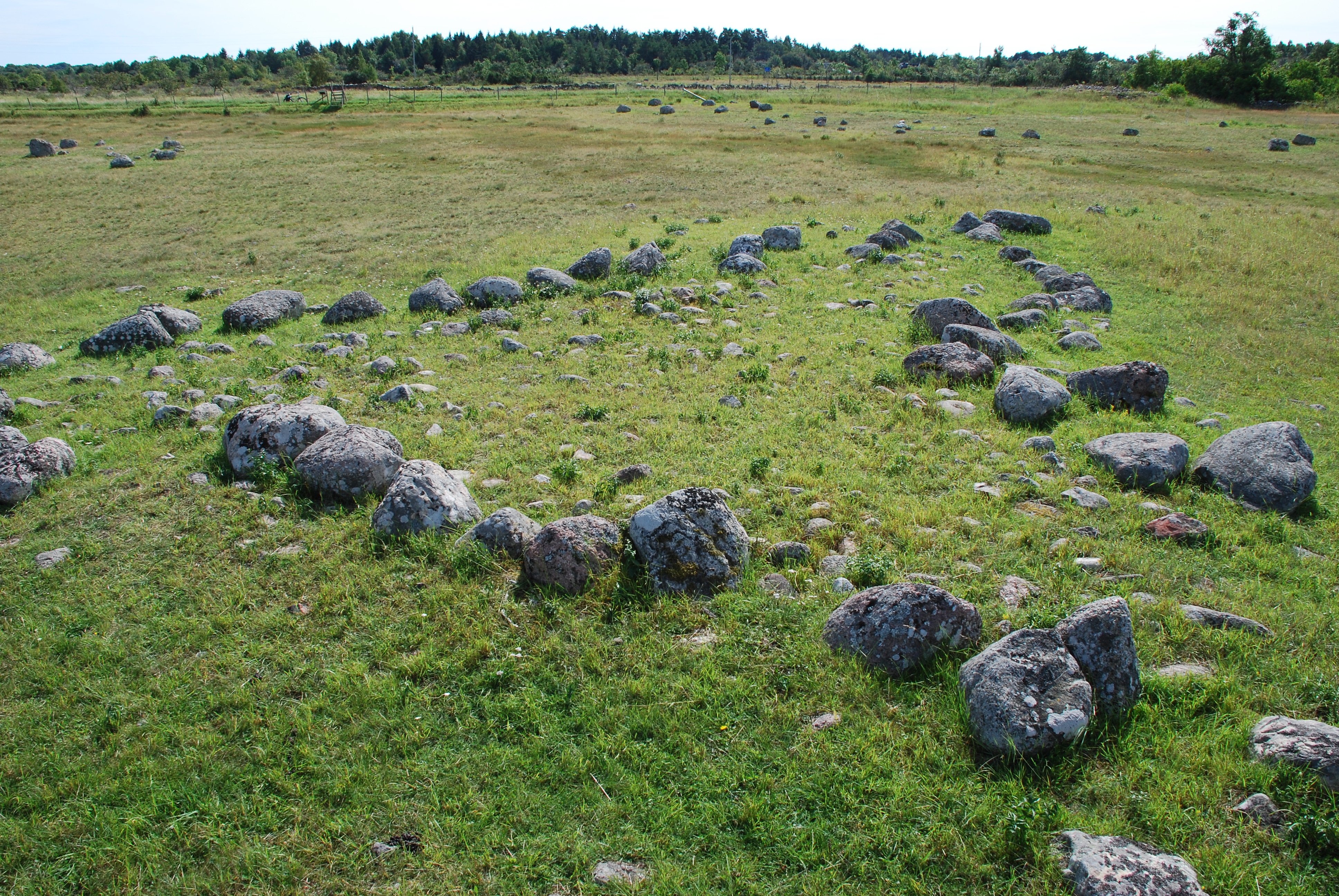
Treudd auf Vi alvar

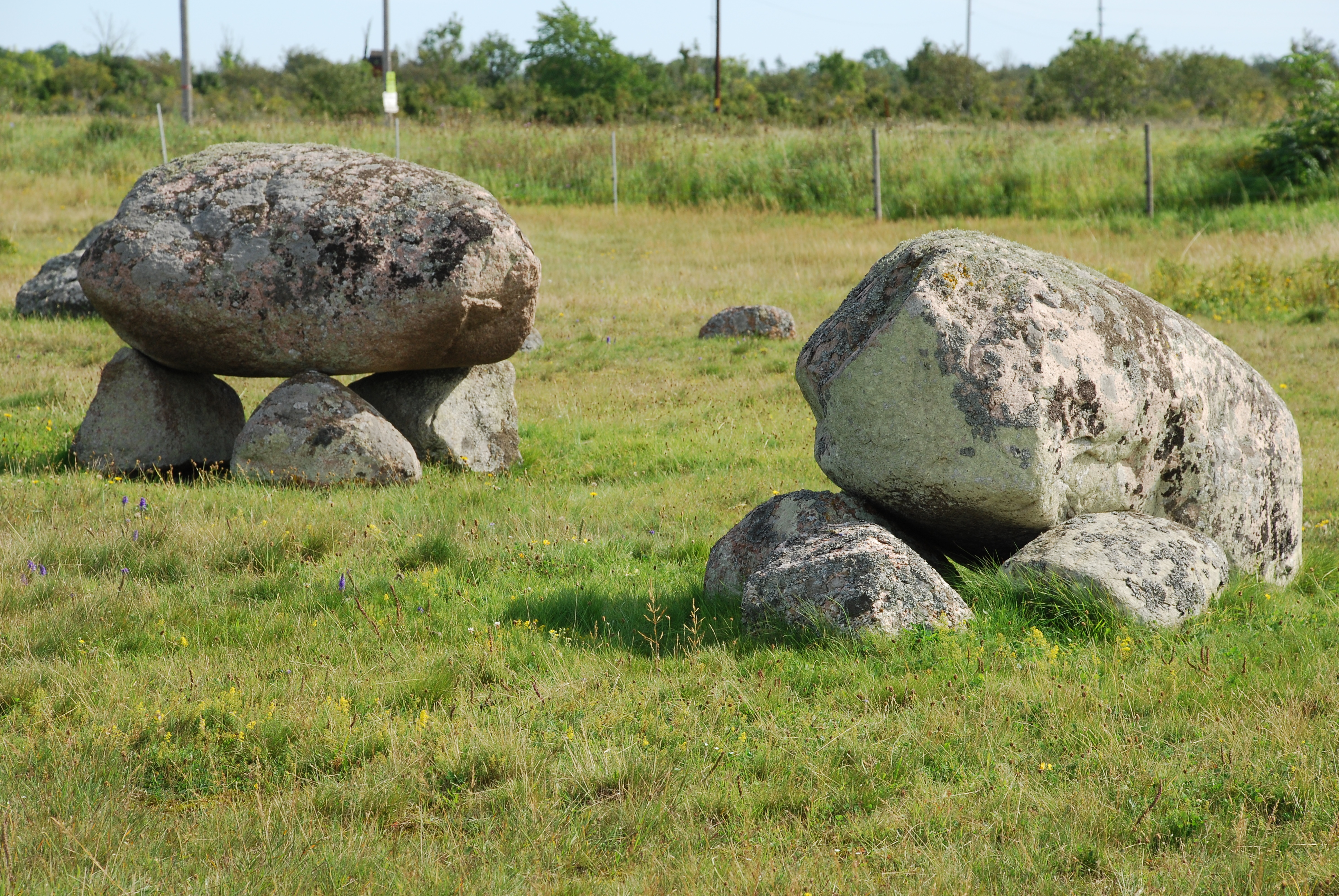
Eisenzeitliche Dolmen vom Fröböke-Typ, auf Vi alvar

Vi alvar ist ein Gräberfeld westlich der Hauptstraße 136, in der Pfarrei (socken) Källa im Norden der schwedischen Ostsee-Insel Öland.
Hier gibt es Steinkreise aus eisenzeitlichen „Dolmen vom Fröböke-Typ“ (schwedisch Järnålder dös). Sie bestehen aus runden Steinen (Bouldern), die zumeist auf drei kleinen Steinen aufliegen. Die nationale Datenbank der antiken Denkmäler (FMIS) verzeichnet für Schweden 33 Eisenzeitdolmen. Die Abmessungen der Findlinge betragen etwa 85–95 Zentimeter in der Höhe, 55–75 Zentimeter in der Breite und 20–30 Zentimeter in der Dicke, so dass sie unterhalb nur einen kleinen Innenraum bilden. Oftmals ist eine der Seiten, meist die Südseite, zugänglich. Das Gräberfeld enthält auch Treudds und vierseitige Steinsetzungen aus der Eisenzeit (400–650 n. Chr.)